# Variimorda ainu
Variimorda ainu is een keversoort uit de familie spartelkevers (Mordellidae). De wetenschappelijke naam van de soort is voor het eerst geldig gepubliceerd in 1958 door Nomura.